# 漢字史

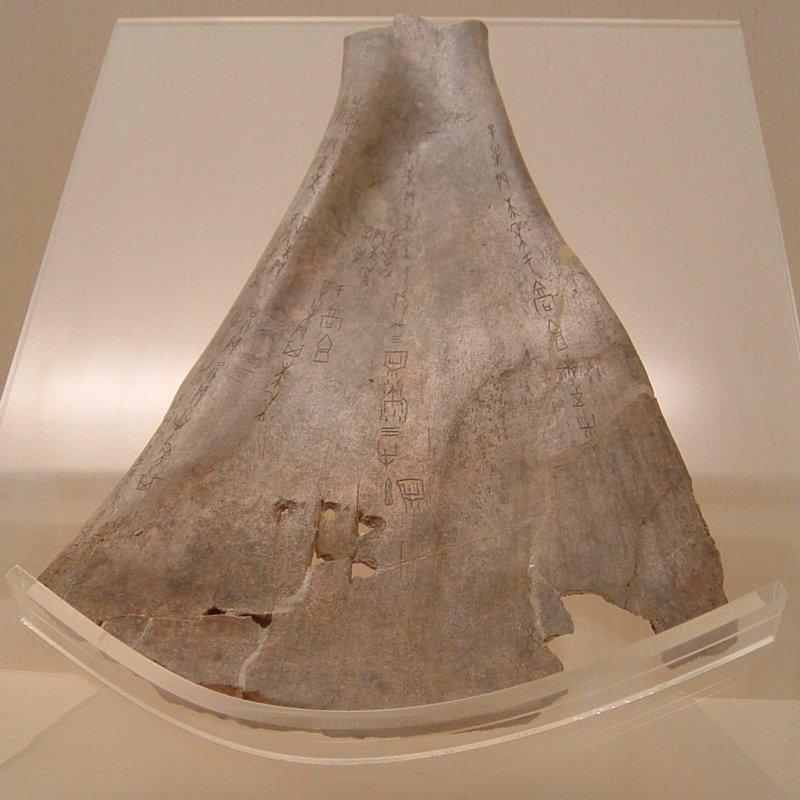
甲骨文

漢字史是有關研究中國最主要文字漢字的變化與發展過程的歷史。
作為世界上最古老的三大文字系統（包括汉字、古埃及的聖書字和蘇美爾人的楔形文字）中唯一沿用至今的文字，傳說漢字起源於倉頡造字。黃帝的史官倉頡根據日月形狀、鳥獸足印創造了文字，而使「天雨粟，鬼夜哭」（《淮南子》）。從歷史的角度看，複雜的漢字系統不可能由一個人發明。倉頡應該是在漢字的蒐集、整理、統一上做出了突出貢獻，所以《荀子·解蔽》中記載「好書者眾矣，而倉頡獨傳者，壹也」。

## 字形演化

### 原始文字
文字发明前的口头知识在传播和积累中有明显缺点，原始人类使用了结绳、刻契、图画的方法辅助记事，后来用特征图形来简化、取代图画。当图形符号简化到一定程度，并形成与语言的特定对应时，原始文字就形成了。
1994年，湖北楊家灣大溪文化遺址出土了大量陶器。在这些6000年前的陶器上发现了170多種符號，部分符号的特徵與甲骨文很类似。此外，山東大汶口出土陶器上的象形符號、西安半坡彩陶上的幾何符號以及河南賈湖遺址发现的距今8000年前的龜甲上的贾湖契刻符号等，都可能是原始文字形成中（或形成前）不同階段的表現。但是，這些幾何符號是否是文字、是否是汉字的前身，這些仍是争议颇多的問題。
在土库曼斯坦安诺遗址中出土了一枚石印，上面的符号很像汉字，有学者认为可能与汉字有关系。

### 象形指事時代

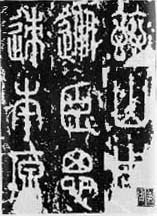
泰山封禅刻石，相傳為李斯所書

從甲骨文到小篆，漢字經歷了從鉅細靡遺描繪意象的方式往簡化成容易紀錄刻畫的方向變遷，字形逐步脫離事物的具體形象。這一時期的漢字也稱為古文字。
商周時期的甲骨文已經是一種比較完整的文字體系。在已發現的4500多個甲骨文單字中，目前已能識別出近2000字，其中公認的有千餘字。與甲骨文同期，青銅器上鑄造的文字被稱為金文或鐘鼎文。西周時期的散氏盤、毛公鼎具備很高的史料和藝術價值。
春秋時代開始，各地諸侯相爭，而原本周文化獨尊的局面逐漸破壞，各地區文化開始有“在地化”的改變趨勢。到了戰國時代以後，這種情況更明顯，在文字使用方面可以粗略依照地域分為五大系統：東方齊系、東北燕系、南方楚系、北方晉系和西方秦系文字，各系統的文字大體上相近，只有小部份文字有所差異，因此彼此文書往來並沒有太大問題。
秦始皇統一中國後，李斯在大篆（秦系文字）和六國古文的基礎上，進行規範和整理，制定出了小篆作為秦朝的標準書寫字體，統一了中國的文字。小篆呈長方形，筆畫圓潤流暢。小篆解決了各國文字間出現大量異體字的情況，「書同文」的歷史從此開始。文字的統一有力促進了不同語族間的文化傳播，對中國的統一以及東亞各國的文化交流發揮了重要作用，為世界文字史所罕見。
漢字的發展經歷了許多不同的演變。初期漢字系統的字數很少，以象形與指事的獨體字為主，大量事物以通假字來表示，使文字表述存在較大歧義。例如先秦的「文」，兼有後世的新字「紋」的功能，表示一組成各種事務的規律、型式，不單指文字的文，也包含野獸身上的花「文」、布上面的織「文」、手指的指「文」等數種含意。
除了「凹」、「凸」等特例直到唐朝才發明，大部分的象形指事字很早就已經定型，成為下個時代形聲會意組字法的基礎。

### 形聲會意時代
為了能更精準的表述，最早從小篆的時代開始一直到現代，因應隨文明發展不斷增加的新事物，以基本的象形指事字為基礎，發展了形聲、會意的組字法，以組合方式，來細化大量的字出來，使得文書上記載越來越精密，到今天一直為造字的主力。
例如：
- 最早海上的交通工具就只有：「舟」一種；但演化到現在，細分成「舨、舟、艇、船、艦」等不同小大規模與形制的「舟」。
- 一開始金屬只有「金」一種，但隨著冶金技術的發展，對於金屬的知識更加豐富，「金」被細化成「金」、「銀」、「銅」、「鐵」等等。
- 隋文帝楊堅原為隨國公，但因「隨」字的「辶」有不穩定之意，故去掉「辶」，而造「隋」字作為國號。
- 唐朝和武周時，武則天根據「日月當空」之意而造字「曌」（同「照」字）作為她的名字。同時發明的文字還包括圀、瞾、囝等。人稱則天文字。
- 五代劉龑取「飛龍在天」之意創了自己名字內的「龑」字。
- 在近代，由於大量西方知識的湧入，也造了許多字。例如隨著「Beer」傳入中國，如何用漢字表達是一個問題，最初譯為皮酒，後覺不妥，於1910年左右創造了「啤」字——譯為「啤酒」。（而在同一時期，朝鮮半島与日本採用了「麥酒」這個名字作為「啤酒」的譯名。）
- 近代化學名詞在翻譯成中文時，也用了形聲會意造字法，造了一系列的新字，例如「溴」、「鈽」元素與「醇」基、「醛」基等有機化合物名詞。另外化学上还有很多将两个字的部分凑合起来表示新的意义的字，其发音也是两字发音凑合而来。如“烃”（碳氢）、“羰”（碳氧）、“巯”（氢硫）、“羟”（氢氧）等。
- 為了表示英制的單位，還造了一些多音節的字，如浬（海里）、嗧（加侖）、瓩（千瓦）、呎（英尺）、哩（英里）等度量衡用字。目前在臺灣仍然使用，但多為單多音節混用，港澳地區亦同。不過這些多音節的字在1977年7月20日大陸的中國文字改革委員會和國家標準計量局所發的《關於部分計量單位名稱統一用字的通知》中被淘汰，在大陸地區不使用。

有了造好的象形、指事的獨體字為基礎，使用形聲、會意組字法隨著文明的發展，組出表示新事物的合體字，這使得記載為文時，以前述的各種不同的船來說，只要看一單位的字形，我們就知道指的是那一種「舟」，這樣辨識理解的效率非常高；反過來，以組詞的方式就要看過前後文（或短或长）有其他哪些字才能判斷正確的意義，較缺乏辨識效率，但方便口語溝通（漢字同音字太多，聽覺不易辨識，解法一為組詞，二為如韓日語數音為一字：「浬」發音為海里）。

## 形體的演變
漢字的演變可以分成古文字跟隸楷階段，古文字階段從商代自秦代，隸楷階段由漢代一直延續到今天。秦代使用小篆以及原始的隸書，實際上是橫跨這兩個階段的。但當時秦代的隸書還不成熟，可以稱為早期隸書。這種隸書其實在戰國晚期就已經形成了。但是為了簡化，仍以傳統的分界論之。

### 古文字階段
古文字階段大概可以從西元前14世紀到前3世紀，約一千餘年。根據唐蘭先生的分類，可以分為商代文字、西周春秋文字、戰國文字以及秦文字這四大類。這四類的界線並不明顯。單就形體往往難以區分。比如說，秦系文字的上限在春秋，內容跟西周春秋文字有些重複。不過這種劃分卻也能反映出古文字形體演變過程的要點，所以以下就用這種分類來說明演變的情況。

#### 商代文字
商代文字主要都是藉由甲骨文來認識，甲骨文大多是刻畫在獸骨上的卜徵之辭。但也有用毛筆所寫的。甲骨文主要發現在河南殷墟。其中大部分是商王的占卜紀錄。商代尚鬼，凡事都要占卜。所以留下許多豐富的資料。而商代除了甲骨文以外另一個就是透過青銅器留下的資料。商代銅器銘文字數少且主要在記載作者之名。絕少出現完整的文章。
在商代毛筆是主要的書寫工具。「筆」這一個字就是从竹从聿。甲骨文的聿就是一隻手拿著筆的樣子。今天仍可以從一些商代遺留下來的文物看到毛筆書寫的文字。而甲骨文跟金文的字型有相當大的差異，主要是因為甲骨是用刻的，所以原本圓滑的筆法都會簡化成直線，而繁雜的筆畫也會簡化。主要的特點是把圓形改為方形。但同期的銘文則有紀念意義，字體會儘可能的莊重，因此比較甲骨文來說是相當的繁複的。所以我們可以說甲骨文是商代的手寫體，而商代金文則是正體字。而商代開始就確立了中文竖排的傳統，許多文字因為竖排的關係改為站立。如犬、虎等象形字。

#### 西周春秋文字
研究西周文字主要是透過銅器的銘文。西周是金文的全盛時期。完整的文章開始被銘刻在銅器上，動輒數百字以上。而作者主要都是西周貴族、官僚。而西周也有甲骨文的存在，只是數量稀少，時代也僅限於西周初期。
西周金文的形體，可以說完全繼承了商代晚期的風格。到了康、昭、穆諸王時代才慢慢趨近整齊方正，直到恭王才開始有劇烈變化。主要的變化是從圖像化变成线条化，許多團塊改为直筆。大幅簡化了原本商文字的象形程度。經過這些，漢字的象形程度開始降低，轉向書寫便利。而春秋的各種金文也繼承了西周晚期的寫法。但後來慢慢發展出自己國家的特色。主要的差異只是書寫的風格上，字形構造基本上還是一樣的。

#### 六國文字
古文字在春秋、戰國之際開始有了劇烈變化。春秋以前貴族壟斷了教育與文字，但戰國以後新興的階級取代貴族，文字從王朝走向民間。懂文字的人越來越多而應用層面更廣，這讓文字俗體字的發展得到了很大的幫助。
春秋各個國家中以建立在周朝宗地的秦國繼承周朝的文字最多，加上秦國發展較晚，文字的變化起步也較慢。大約戰國中期，俗體字的發展開始有了突飛猛進的趨勢。東方諸國因為俗體應用層面廣，幾乎將正體字打敗，而發展出各國不同的文字形體。而秦國的發展較為特殊，他的正體後來變成了小篆，俗體則發展為隸書。戰國文字主要的研究對象以青銅銘文、璽印文字、貨幣文字、陶文以及簡帛文字。六國文字因為俗體幾乎把正體排擠掉，差異也頗大，但是正體字仍是跟西周春秋的文字有一脈相承的關係。

#### 秦系文字
秦系文字主要的材料來自石刻文字、金文、印章、陶文、漆器以及簡帛文字。而東漢許慎的說文解字保存了一千多個小篆，也是研究秦系文字的主要資料來源。但說文有一部分的字形是有誤的。但仍不減他的重要性。
秦系文字也有正體與俗體之分，秦系文字的俗體後來演變成了隸書，這在之後的小節會講到。現在只論正體，從今天東周秦國的文字來看，秦國主要還是繼承了西周的文字。主要的變化在筆劃變的勻稱。而其他國家的文字卻沒有朝向規整化勻稱化走，這讓秦國的文字開始與其他國家的文字有巨大差異。透過勻稱化使得筆劃再一次的簡化，象形程度也更加減低。而戰國時代的文字仍處於演化階段，所以異體的存在不可避免。秦始皇要統一全國文字，需要對秦國文字本身做一翻清理，拿出一套標準字體。李斯寫《倉頡篇》就是為了這個緣故。

### 隸書的形成
汉字经历了隶变这一巨大整革，致使隶书产生，进而成就了古文字向今文字的过渡。一直以来，秦隶和汉隶就作为隶书的划分；而秦隶也称“古隶”，汉隶则又称“八分”或是相对于古隶的“今隶”。针对隶书的起源，过往的文字学界基本认为始于秦始皇统一天下之后。近数十年来，战国、秦汉文字材料大量出土，使学者对隶书的起源与演变有别于以往的新论述。蒋善国表示，古隶在战国时候已有了雏形，它的通行时代从秦末直到汉末；而今隶的通行时代则从东汉初年直到晋初，是从古隶直接演变的。裘锡圭则另有说明：“八分指的是结体方整、笔画有明显的波势和挑法的隶书，也就是通常所说的汉隶。八分形成以前的隶书就是古隶”。
赵平安在其《隶变研究》中把战国时期秦国文字的某些简率写法直接看作古隶，并把隶书的产生时间明确置于战国中期。(赵平安，2008:9)

## 字體變遷
小篆筆畫以曲線為主，後來逐步變得直線特徵較多、更容易書寫。到漢代，隸書取代小篆成為主要書體。漢代以後，漢字的書寫方式逐步從木簡和竹簡，發展到在帛、紙上的毛筆書寫。隸書的出現，奠定了現代漢字字形結構的基礎，成為古今文字的分水嶺。唐代時期隸書向楷體過渡，而且官方亦鼓勵多用行楷，並衍生出草書。楷書、行書、草書等字體開始出藝術。古代印刷術發明後，出現了用於印刷的新字形仿宋體，傳入日本、韓國，衍生出明體（可能是在明朝傳入，現在台灣、港澳、日本、韓國皆稱明體）。在現代手寫體仍以楷體為標準（鋼筆字），電腦化之後，又陸續出現了黑體、报宋等字形。

## 相关链接
- CCTV纪录片《汉字五千年 （页面存档备份，存于）》